# Jacobus Taurinus
Jacobus Taurinus-nacido como Jacob van Toor- (Schiedam, (República de los Siete Países Bajos Unidos) 1576 - Amberes, (República de los Siete Países Bajos Unidos 22 de septiembre de 1618) fue un teólogo, predicador y escritor neerlandés. Fue uno de los más destacados arminianos.

## Biografía
Nació en Schiedam, en los actuales Países Bajos, ciudad donde su padre era predicador calvinista. En 1590 ingresa en la Universidad de Leiden donde estudia teología.
En cinco años pasa por tres pueblos diferentes como predicador. Delft en 1600, Delftshaven un año después y finalmente en Utrecht, donde colabora con Gilles van Ledenberg, en 1605. En 1617, escribe de forma anónima Weegschael (El equilibrio), una obra de carácter arminiano que será prohibido por las autoridades neerlandesas al crear graves problemas políticos con Sir Dudley Carleston, embajador inglés, y Jacobo I. Además se ofrecieron 1.600 florines por delatar al autor y al editor de la obra. El año siguiente, cuando Mauricio de Nassau apoyado por la burguesía y el campesinado toma el poder, abandona los Países Bajos y pone rumbo a Herzogenbusch y más tarde a Amberes. a los pocos días de su llegada a la ciudad belga, enfermó gravemente y murió unos días después junto a Johannes Wtenbogaert, también huido, al que declaró antes de morir haber escrito el Weegschael.

## Obras
- Van de onderlinge Verdraagsammheydt: Tegen Jacobi Triglandi Recht-Gematigden Christen (1615). Obra escrita contra Jacobus Triglandius, teologo y sacerdote de Leiden contrario a los arminianos.[5]
- Weeghschael (1617). Obra escrita bajo el anonimato. En ella replica a Sir Dudley Carleton que pronunció un discurso contra los protestantes de los Países Bajos. La versión francesa fue escrita por Carolus Niellius e incluía una introducción satírica.[6]